# Gagma napiri
Gagma napiri (in Italia anche presentato con il titolo Di là dal fiume) è un film del 2009 diretto da George Ovashvili.

## Trama
Tedo, il giovane protagonista, fuggito dall'Abcasia vive con la madre costretta a prostituirsi in un capanno vicino alla capitale georgiana Tbilisi.
Conscio del pericolo va ugualmente a cercare il padre a Tkvarcheli.